# Constanci d'Albi
Constanci fou bisbe d'Albi des d'almenys el 625 al 647. Fou el possible successor del bisbe Teòfrid. Va assistir al concili de Reims del 625 i va agafar una forta amistat amb sant Desideri de Cahors. Aquest darrer en fa un gran elogi i el considera respectable pel seu mèrit i per la seva fidelitat i exactitud amb els seus deures. Constanci hauria hagut de fer un viatge a la cort de Sigebert III rei d'Austràsia que era el seu sobirà. Hauria mort vers el 647. La successió és poc clara, i el següent bisbe hauria estat Ricard d'Albi.